# Gajan, Ariège

Gajan este o comună în departamentul Ariège din sudul Franței. În 1 ianuarie 2022 avea o populație de 330 de locuitori.